# Fernando Astengo
Pour les articles homonymes, voir Astengo.
Fernando Enrique Astengo Sánchez (né le 8 janvier 1960 à Santiago au Chili), est un joueur de football international chilien, qui évoluait au poste de défenseur, avant de devenir entraîneur.

## Biographie

### Carrière de joueur

#### Carrière en sélection
Avec l'équipe du Chili, il dispute 18 matchs (pour 3 buts inscrits) entre 1986 et 1989. 
Il figure notamment dans le groupe des sélectionnés lors des Copa América de 1987 et de 1989.

## Palmarès
| Chili - Copa América : - Finaliste : 1987. |